# Factory Girl
Girls' Generation's Factory Girl (tiếng Hàn: 소녀시대의 팩토리 걸) là chương trình truyền hình thực tế năm 2008 có sự tham gia của nhóm nhạc nữ nổi tiếng Hàn Quốc Girls' Generation.
Chương trình có nội dung xoay quanh việc các thành viên trong nhóm làm với vai trò là biên tập viên thực tập cho tờ tạp chí Elle Girl ấn bản Hàn Quốc. Ý tưởng của chương trình được lấy cảm hứng từ bộ phim điện ảnh The Devil Wears Prada năm 2006 của Hollywood.

## Bối cảnh
Ngày 30 tháng 9 năm 2008, Girls' Generation xác nhận sẽ tham gia một chương trình truyền hình thực tế mới sẽ được phát trên kênh truyền hình cáp M.Net. Factory Girldự định sẽ trở thành phiên bản thực tế Hàn Quốc của phim điện ảnh The Devil Wears Prada với 9 thành viên đóng vai trò là những biên tập viên thời trang cho tờ tạp chí hướng tới đối tượng thanh thiếu niên và những người trẻ tuổi.
Giám đốc Kim Young-chan tuyên bố "Thay vì chỉ nói đơn giản rằng Factory Girl là một chương trình thực tế có nhóm Girls' Generation là những nhân vật chính, đó còn là một chương trình có sự kết hợp giữa thực tế, những xu hướng và ngôi sao, "hãy đón chờ khía cạnh mới về Girls' Generation như những biên tập viên thời trang". Chương trình lên sóng lần đầu tiên vào ngày 8 tháng 10 năm 2008 lúc 18h giờ địa phương. Biên tập viên của "Elle Girl" Hàn Quốc là Nam Yoon-hee cùng với các cộng sự của mình thường xuyên xuất hiện trong chương trình để đưa ra những nhiệm vụ và hướng dẫn đối với các cô gái của nhóm Girls' Generation.

## Cast
Các thành viên của Girls' Generation được hướng dẫn để viết đơn xin việc trước khi tiến hành ghi hình, sau đó sẽ được dùng để quảng bá cho chương trình và được đăng trên website chính thức.
Biên tập viên Nam Yoon-hee cùng với các quản lý của nhóm Girls' Generation đã tới căn hộ chung của nhóm để đánh giá cảm nhận thời trang của các thành viên. Yoona được quay bí mật trong khi đang ghi hình cho phim truyền hình You Are My Destiny vàand Sunny dược quay khi đanng đi mua sắm với bạn, trong khi đó Taeyeon được quay với sự giúp đỡ của thành viên Kang-in nhóm Super Junior khi đang cùng dẫn chương trình radio MBC FM Chinhan Chingu vào cùng lúc. Biên tạp viên nhận định, "Nhìn chung, Girls' Generation có cảm hứng thời trang cá nhân tốt", cùng với "họ gửi đi thông điệp rằng bạn hoàn toàn có thể theo kịp xu hướng thời trang bằng việc chỉ cần thể hiện tính cách của bản thân mình".
Cuối cùng các thành viên chia thành hai nhóm để tranh tài khi thực hiện nhiệm vụ, Taeyeon, Jessica, Sunny, Yuri và Yoona trong đội 'A' và Tiffany, Hyoyeon, Sooyoung cùng Seohyun thuộc đội 'B'. Trong một cuộc thảo luận vui ở phần cuối của tập đầu tiến, các thành viên sau đó đã đổi hai đôi 'A' and 'B' tương ứng thành 'Candy Girls' và 'Dream Girls'.